# Mesochorus curvulus
Mesochorus curvulus là một loài tò vò trong họ Ichneumonidae.